# Persone di cognome Clarke
| Questa pagina contiene informazioni ricavate automaticamente dalle voci biografiche con l'ausilio del template Bio e di un bot. L'aggiornamento è periodico e automatico e ricostruisce completamente la pagina. Se manca una persona in questa lista, sei pregato di non aggiungerla, ma accertati piuttosto che la sua voce biografica contenga il template Bio e che i dati anagrafici siano correttamente compilati. Se il template Bio manca, inseriscilo tu stesso o, in alternativa, metti l'avviso {{tmp\|Bio}} che ne segnala la mancanza. Se i dati riportati sono sbagliati, correggi direttamente la voce biografica; le modifiche saranno visibili in questa lista entro pochi giorni. Per chiarimenti vedi il progetto antroponimi. La lista contiene solo le 136 persone che sono citate nell'enciclopedia e per le quali è stato implementato correttamente il template Bio. Pagina aggiornata al 23 lug 2025. |

Questa è una lista di persone presenti nell'enciclopedia che hanno il cognome Clarke, suddivise per attività principale.

## Allenatori di calcio(4)
- Colin Clarke, allenatore di calcio e ex calciatore nordirlandese (Newry, n. 1962)
- Ike Clarke, allenatore di calcio e calciatore inglese (Tipton, n. 1915 - Herne Bay, † 2002)
- Steve Clarke, allenatore di calcio e ex calciatore scozzese (Saltcoats, n. 1963)
- Wayne Clarke, allenatore di calcio e ex calciatore inglese (Wolverhampton, n. 1961)

## Artigiani(1)
- Edward Marmaduke Clarke, artigiano britannico

## Attori(10)
- Brian Patrick Clarke, attore statunitense (Gettysburg, n. 1952)
- Jason Clarke, attore australiano (Winton, n. 1969)
- John Clarke, attore e sceneggiatore statunitense (South Bend, n. 1931 - Laguna Beach, † 2019)
- Jordan Clarke, attore statunitense (Rochester, n. 1950)
- Lenny Clarke, attore statunitense (Cambridge, n. 1953)
- Noel Clarke, attore, regista e sceneggiatore britannico (Londra, n. 1975)
- Robert Clarke, attore statunitense (Oklahoma City, n. 1920 - Valley Village, † 2005)
- Stewart Clarke, attore e doppiatore britannico (Oxfordshire, n. 1991)
- Warren Clarke, attore britannico (Oldham, n. 1947 - Londra, † 2014)
- Clarke Peters, attore, cantante e scrittore statunitense (New York City, n. 1952)

## Attrici(9)
- Emmy Clarke, attrice statunitense (Mineola, n. 1991)
- Betty Ross Clarke, attrice statunitense (Langdon, n. 1892 - Los Angeles, † 1970)
- Emilia Clarke, attrice britannica (Londra, n. 1986)
- Katie Rose Clarke, attrice e cantante statunitense (Friendswood, n. 1984)
- Lydia Clarke, attrice e fotografa statunitense (Two Rivers, n. 1923 - Santa Monica, † 2018)
- Mae Clarke, attrice statunitense (Filadelfia, n. 1910 - Los Angeles, † 1992)
- Melinda Clarke, attrice statunitense (Dana Point, n. 1969)
- Sarah Clarke, attrice statunitense (Saint Louis, n. 1972)
- Tanya Clarke, attrice statunitense (Chicago, n. 1972)

## Attrici pornografiche(1)
- Eva Lovia, attrice pornografica statunitense (Myrtle Beach, n. 1989)

## Avvocati(1)
- Edward George Clarke, avvocato e politico inglese (Chaville, n. 1841 - † 1931)

## Bassisti(2)
- Mark Clarke, bassista britannico (Liverpool, n. 1950)
- Stanley Clarke, bassista, polistrumentista e compositore statunitense (Filadelfia, n. 1951)

## Batteristi(3)
- Budgie, batterista e percussionista britannico (St. Helens, n. 1957)
- Ian Clarke, batterista britannico (Londra, n. 1946)
- Kenny Clarke, batterista statunitense (Pittsburgh, n. 1914 - Parigi, † 1985)

## Botanici(1)
- Charles Baron Clarke, botanico inglese (Andover, n. 1832 - Londra, † 1906)

## Calciatori(18)
- Akel Clarke, calciatore guyanese (Georgetown, n. 1988)
- Allan Clarke, ex calciatore e allenatore di calcio inglese (Willenhall, n. 1946)
- David Clarke, ex calciatore inglese (Nottingham, n. 1964)
- Derek Clarke, ex calciatore inglese (Willenhall, n. 1950)
- Frank Clarke, calciatore inglese (Willenhall, n. 1942 - † 2022)
- Harry Clarke, calciatore inglese (Ipswich, n. 2001)
- Jack Clarke, calciatore inglese (York, n. 2000)
- Jeff Clarke, ex calciatore canadese (New Westminster, n. 1978)
- Jeff Derreck Clarke, ex calciatore inglese (Hemsworth, n. 1954)
- Jordan Clarke, calciatore inglese (Coventry, n. 1991)
- Josh Clarke, ex calciatore inglese (Walthamstow, n. 1994)
- José Clarke, calciatore argentino
- Leon Clarke, ex calciatore inglese (Wolverhampton, n. 1985)
- Matt Clarke, calciatore inglese (Ipswich, n. 1996)
- Peter Clarke, calciatore inglese (Southport, n. 1982)
- Ray Clarke, ex calciatore inglese (Hackney, n. 1952)
- Tom Clarke, ex calciatore inglese (Halifax, n. 1987)
- Billy Clarke, ex calciatore irlandese (Cork, n. 1987)

## Calciatrici(1)
- Jessica Clarke, calciatrice inglese (Leeds, n. 1989)

## Canoisti(1)
- Joseph Clarke, canoista britannico (Stoke-on-Trent, n. 1992)

## Cantanti(4)
- Allan Clarke, cantante britannico (Salford, n. 1942)
- Justine Clarke, cantante, attrice e scrittrice australiana (Sydney, n. 1971)
- Sharon D. Clarke, cantante e attrice britannica (Londra, n. 1966)
- Sonique, cantante e disc jockey britannica (Crouch End, n. 1965)

## Cestiste(1)
- Lori Clarke, ex cestista canadese (Vancouver, n. 1963)

## Cestisti(5)
- Norm Clarke, ex cestista canadese (Toronto, n. 1960)
- Brandon Clarke, cestista canadese (Vancouver, n. 1996)
- Coty Clarke, cestista statunitense (Antioch, n. 1992)
- Bob Clarke, ex cestista statunitense (West Pittston, n. 1939)
- Rotnei Clarke, cestista statunitense (Claremore, n. 1989)

## Chitarristi(2)
- Eddie Clarke, chitarrista britannico (Twickenham, n. 1950 - Londra, † 2018)
- Gilby Clarke, chitarrista e cantante statunitense (Cleveland, n. 1962)

## Ciclisti su strada(2)
- Simon Clarke, ciclista su strada e pistard australiano (Melbourne, n. 1986)
- William Clarke, ciclista su strada australiano (Campbell Town, n. 1985)

## Compositori(1)
- Jeremiah Clarke, compositore e organista inglese (Londra - † 1707)

## Crickettisti(1)
- Michael Clarke, crickettista australiano (Liverpool, n. 1981)

## Crittografe(1)
- Joan Clarke, crittanalista e numismatica britannica (Londra, n. 1917 - Oxfordshire, † 1996)

## Danzatori(1)
- Reece Clarke, danzatore scozzese (Airdrie, n. 1995)

## Diplomatiche(1)
- Laura Clarke, diplomatica e politica britannica (n. 1978)

## Diplomatici(1)
- Ashley Clarke, diplomatico inglese (Stourbridge, n. 1903 - † 1994)

## Disc jockey(1)
- Andy C, disc jockey e produttore discografico britannico (Walsall, n. 1976)

## Doppiatori(1)
- Cam Clarke, doppiatore e cantante statunitense (Burbank, n. 1957)

## Filosofi(1)
- Samuel Clarke, filosofo inglese (Norwich, n. 1675 - Londra, † 1729)

## Generali(3)
- Bruce Clarke, generale statunitense (Adams, n. 1901 - Washington, † 1988)
- Charles Clarke, generale inglese (n. 1839 - † 1932)
- Elijah Clarke, generale statunitense (Tarboro, n. 1736 - Augusta, † 1799)

## Geologi(2)
- Frank Wigglesworth Clarke, geologo e chimico statunitense (Boston, n. 1847 - Boston, † 1931)
- John Clarke, geologo e paleontologo statunitense (Canandaigua, n. 1857 - Albany, † 1925)

## Ginnasti(1)
- Dominic Clarke, ginnasta australiano (Plymouth, n. 1997)

## Giocatori di baseball(1)
- Fred Clarke, giocatore di baseball e allenatore di baseball statunitense (Winterset, n. 1872 - Winfield, † 1960)

## Giocatori di snooker(1)
- Jamie Clarke, giocatore di snooker gallese (Llanelli, n. 1994)

## Giornalisti(1)
- David Clarke, giornalista e saggista britannico (n. 1966)

## Golfisti(1)
- Darren Clarke, golfista britannico (Dungannon, n. 1968)

## Hockeisti su ghiaccio(3)
- Bobby Clarke, ex hockeista su ghiaccio canadese (Flin Flon, n. 1949)
- David Clarke, ex hockeista su ghiaccio britannico (Peterborough, n. 1981)
- Noah Clarke, ex hockeista su ghiaccio statunitense (La Verne, n. 1979)

## Mezzofondisti(2)
- David Clarke, ex mezzofondista e ex maratoneta britannico (Londra, n. 1958)
- Ron Clarke, mezzofondista, maratoneta e politico australiano (Melbourne, n. 1937 - Gold Coast, † 2015)

## Militari(3)
- Alexander Ross Clarke, militare e geodeta inglese (Reading, n. 1828 - Strathmore, Reigate, † 1914)
- Alured Clarke, militare e politico britannico (n. 1744 - Llangollen, † 1832)
- Dudley Clarke, militare britannico (Johannesburg, n. 1899 - Londra, † 1974)

## Mineralogisti(1)
- Edward Daniel Clarke, mineralogista e naturalista inglese (Willingdon, n. 1769 - Londra, † 1822)

## Modelle(1)
- Jessica Clarke, supermodella neozelandese (Nuova Zelanda, n. 1993)

## Musicisti(2)
- Johnny Clarke, musicista giamaicano (n. 1955)
- Rupee, musicista barbadiano (n. 1975)

## Nuotatori(1)
- Stephen Clarke, ex nuotatore canadese (Sutton Coldfield, n. 1973)

## Pastori protestanti(2)
- Edward Clarke, pastore protestante britannico (Lyndhurst, n. 1820 - La Spezia, † 1912)
- John Clarke, pastore protestante britannico (Westhope, n. 1609 - Newport, † 1676)

## Percussionisti(1)
- Buck Clarke, percussionista statunitense (Washington DC, n. 1933 - Los Angeles, † 1988)

## Piloti automobilistici(1)
- Jack Clarke, pilota automobilistico britannico (Guildford, n. 1989)

## Piloti motociclistici(1)
- Brendan Clarke, pilota motociclistico australiano (Brisbane, n. 1984)

## Pittori(1)
- Harry Clarke, pittore e illustratore irlandese (Dublino, n. 1889 - Coira, † 1931)

## Poeti(2)
- Austin Clarke, poeta, drammaturgo e romanziere irlandese (Dublino, n. 1896 - Dublino, † 1974)
- George Elliott Clarke, poeta canadese (Windsor, n. 1960)

## Politiche(1)
- Yvette Clarke, politica statunitense (New York, n. 1964)

## Politici(3)
- Ellis Clarke, politico trinidadiano (Port of Spain, n. 1917 - Maraval, † 2010)
- Henri-Jacques-Guillaume Clarke, politico e generale francese (Landrecies, n. 1765 - Neuviller-la-Roche, † 1818)
- Kenneth Clarke, politico britannico (Nottingham, n. 1940)

## Produttori discografici(1)
- Augustus Clarke, produttore discografico giamaicano (Kingston, n. 1953)

## Rapper(1)
- Ghetts, rapper britannico (Plaistow, n. 1984)

## Registe(1)
- Shirley Clarke, regista statunitense (New York, n. 1919 - New York, † 1997)

## Registi(1)
- Alan Clarke, regista britannico (Wallasey, n. 1935 - Londra, † 1990)

## Rivoluzionari(1)
- Tom Clarke, rivoluzionario irlandese (Milford-on-Sea, n. 1858 - Dublino, † 1916)

## Rugbisti a 15(2)
- Ben Clarke, ex rugbista a 15 britannico (Bishop's Stortford, n. 1968)
- Don Clarke, rugbista a 15 neozelandese (Pihama, n. 1933 - Johannesburg, † 2002)

## Sceneggiatori(1)
- T. E. B. Clarke, sceneggiatore inglese (Watford, n. 1907 - Surrey, † 1989)

## Scrittori(3)
- Austin Clarke, scrittore e saggista barbadiano (Saint James, n. 1934 - Toronto, † 2016)
- Lindsay Clarke, scrittore britannico (Halifax, n. 1939)
- Marcus Clarke, scrittore e poeta australiano (Londra, n. 1846 - Melbourne, † 1881)

## Scrittori di fantascienza(1)
- Arthur C. Clarke, autore di fantascienza e inventore britannico (Minehead, n. 1917 - Colombo, † 2008)

## Scrittrici(1)
- Susanna Clarke, scrittrice inglese (Nottingham, n. 1959)

## Tastieristi(1)
- Vince Clarke, tastierista e compositore britannico (Basildon, n. 1960)

## Tennisti(1)
- Jay Clarke, tennista britannico (Derby, n. 1998)

## Tiratori di fune(1)
- James Clarke, tiratore di fune britannico (Bohola, n. 1874 - † 1929)

## Tuffatori(1)
- Harold Clarke, tuffatore britannico (n. 1888 - Christchurch, † 1969)

## Velociste(1)
- Amya Clarke, velocista nevisiana (Christ Church, n. 1999)

## Velocisti(4)
- Chris Clarke, velocista britannico (Londra, n. 1990)
- Davian Clarke, ex velocista giamaicano (n. 1976)
- Lerone Clarke, velocista giamaicano (Trelawny, n. 1981)
- Louis Clarke, velocista statunitense (Statesville, n. 1901 - Fishkill, † 1977)

## Vescovi cattolici(1)
- Leo Morris Clarke, vescovo cattolico australiano (Elsternwick, n. 1923 - Maitland, † 2006)

## Violiste(1)
- Rebecca Clarke, violista e compositrice inglese (Harrow, n. 1886 - New York, † 1979)

## Senza attività specificata(2)
- Edith Clarke, ingegnera e docente statunitense (Howard County, n. 1883 - † 1959)
- Elizabeth Clarke, inglese (n. 1565 - † 1645)